# سیارک ۲۴۴۳۲
سیارک ۲۴۴۳۲ (به انگلیسی: 24432 Elizamcnitt، نامگذاری:2000CT48) بیست و چهار هزار و چهارصد و سی و دومین سیارک کشف شده‌است که در ۲ فوریه ۲۰۰۰ کشف شد.
قدر مطلق سیارک برابر ۱۷.۸ است.